# 吉田公一
吉田 公一（よしだ こういち、1940年10月31日 - 2018年7月29日）は、日本の政治家。
衆議院議員（4期）、農林水産副大臣（野田第3次改造内閣）、衆議院農林水産委員長、農林水産大臣政務官（菅直人第2次改造内閣）、練馬区議会議員（2期）、東京都議会議員（3期）を務めた。

## 来歴
東京都練馬区出身。東京都立農芸高等学校、宇都宮大学農学部卒業。1963年に東京都庁に入庁し、経済局に勤務するかたわら明治大学政治経済学部に入学するも、明治大学は1966年に中退した。1967年から参議院議員・石井桂の秘書を務めた。1971年、統一地方選挙で練馬区議会議員選挙に立候補し、初当選し、2期務める。その後、参議院議員・原文兵衛の秘書を経て、1981年の東京都議会議員選挙に練馬区選挙区から立候補して当選し、都議を3期務める。都議時代は自由民主党に所属。
1993年の東京都議会議員選挙には出馬せず、当初は自民党中曽根派から総選挙への立候補を予定していたが、自民党を離党のうえで任期満了寸前となる同年7月2日付で都議を辞職し、第40回衆議院議員総選挙に旧東京5区（定数3）から立候補、選挙では鮫島宗明（日本新党）の後塵を拝したものの、得票数2位で当選した。その後は新生党党首だった羽田孜に従い、新進党・太陽党・民政党を経て、1998年に民主党に入党。
1996年の第41回衆議院議員総選挙では、小選挙区比例代表並立制の導入に伴い、東京9区から新進党公認で立候補。旧民主党の小川敏夫、自民党のガッツ石松らを破り、当選。太陽党では党国会対策委員長を務め、民主党入党後は東京都連幹事長に就任。
1998年の第18回参議院議員通常選挙では東京都選挙区で立候補した民主党新人の小川敏夫の選挙対策本部長を務める。1999年東京都知事選挙では衆議院議員を辞職し、民主党を離党して立候補した鳩山邦夫の選挙対策事務総長を務めた（本部長は岩國哲人）が、鳩山は石原慎太郎元運輸大臣に敗れた。
2003年、第43回衆議院議員総選挙では東京9区で自民党新人の菅原一秀に敗北し、比例復活もならず落選した。2004年の第20回参議院議員通常選挙では比例区から立候補したが、次々点で落選。
2005年3月、東京4区選出の中西一善（自民党）が議員辞職し、2003年の総選挙で東京4区で中西に敗れ比例東京ブロックで復活した宇佐美登（民主党）が、補欠選挙への立候補を表明。これにより、比例東京ブロック次点の吉田が繰り上げ当選の対象になったが、東京4区は第43回衆議院議員総選挙における、一票の格差をめぐる選挙無効訴訟の対象であったため、公職選挙法の規定により補欠選挙は先送りされた。吉田は自身のホームページで、この制度の問題点を指摘している。その後、同年7月に最高裁判所が原告側の請求を却下したため、10月に補欠選挙の実施が決まったが、8月に小泉純一郎が衆議院を解散したため、補欠選挙は実施されなかった。
2009年8月の第45回衆議院議員総選挙では比例東京ブロック単独で立候補し当選、6年ぶりに国政に復帰。
2011年2月、小沢一郎への党員資格停止処分に抗議して辞表を提出した松木謙公の後任として農林水産大臣政務官に就任。同年9月、衆議院農林水産委員長に就任。2012年10月、野田第3次改造内閣で農林水産副大臣に任命された。
2012年12月の第46回衆議院議員総選挙で比例東京ブロック単独で立候補し落選。
2013年7月の第23回参議院議員通常選挙では比例区から立候補したが落選。
2016年春の叙勲で旭日重光章を受章。
2018年7月29日、肺がんのため東京都内の病院で死去。77歳没。

## 政策・主張
- 選択的夫婦別姓制度に反対しており、制度導入反対を訴える「夫婦別姓に反対し家族の絆を守る国民大会」に参加した[6]。
- 2010年1月21日の衆議院予算委員会で「カネを持っているやつは1日3箱吸っていいが、貧乏人は2,3本しか吸っちゃいけないみたいな話だ」と述べ、10月から1本あたり5円値上げするたばこ増税を批判した。またたばこ増税はご都合主義であり、健康増進ではなく金のためだと主張した[7]。

などと尊属殺重罰規定違憲判決（実父から性的虐待を受けていた女性が実父を殺害した事案）以降放置されてきた刑法の尊属殺等重罰規定を削除する際に述べ削除することに唯一反対している。
- 世界基督教統一神霊協会（現・世界平和統一家庭連合）から脱退させる活動を“信者に対する強制改宗・拉致監禁だ”としており、関連請願も受けた。

## 不祥事
- 2000年、中小企業向け制度融資の悪用をめぐり、東京信用保証協会への口利きの見返りに法外な仲介手数料の一部を受け取っていたとして、出資の受入れ、預り金及び金利等の取締りに関する法律（出資法）違反の疑いで吉田の元秘書が逮捕された[9]。